# プラオレ!のディスコグラフィ
プラオレ!のディスコグラフィでは、 サイバーエージェントとEXNOA（DMM GAMES）のメディアミックス作品『プラオレ!〜PRIDE OF ORANGE〜』関連のCDについて記述する。発売はサウンドトラックがDigital Double（エイベックス・ピクチャーズに販売委託）、ブルーレイ特典CDがサイバーエージェント/DMM pictures。
作品から派生した声優ユニットのSMILE PRINCESS関連のCDは以下の個別記事を参照のこと。
- ファイオー・ファイト! - アニメ主題歌。
- fakey merry game - c/w曲「Revolution No.1」はゲームアプリ『プラオレ! 〜SMILE PRINCESS〜』挿入歌。
- SMILE PRINCESS BEST FACE OFF（XNDD-00011） - ファーストアルバム。本作のキャラクターソングを含む。

## サウンドトラック
『PRIDE OF ICE HOCKEY プラオレ! 〜PRIDE OF ORANGE〜 オリジナルサウンドトラック』は、2021年10月27日にDigital Doubleから発売されたテレビアニメ『プラオレ! 〜PRIDE OF ORANGE〜』の劇伴を収録したサウンドトラック。
トラック1、31のアニメ主題歌TVサイズおよびトラック32のゲームアプリ『プラオレ! 〜PRIDE OF ORANGE〜』主題歌「Grolious Day」以外の29曲はMONACA名義で収録されている。トラック32収録の鈴木このみ「Grolious Day」のフルサイズは2022年3月9日に配信限定シングルとしてリリースの後、同年5月25日にKADOKAWA/メディアファクトリーから発売されたアルバム『ULTRA FLASH』（ZMCZ-15572）のトラック5へ収録された。

### 収録曲一覧
- 作曲者と編曲者が同一の場合、編曲は空欄。

| #         | タイトル                           | 作詞       | 作曲                | 編曲            | 歌唱           | 時間  |
| --------- | ---------------------------------- | ---------- | ------------------- | --------------- | -------------- | ----- |
| 1.        | 「ファイオー・ファイト!」(TV size) | 只野菜摘   | 田中秀和            |                 | SMILE PRINCESS | 3:38  |
| 2.        | 「PRIDE」                          |            | 高橋邦幸            |                 |                | 3:10  |
| 3.        | 「日光」                           |            | 高橋邦幸            |                 |                | 2:04  |
| 4.        | 「MANAKA」                         |            | 高橋邦幸            |                 |                | 2:03  |
| 5.        | 「真実」                           |            | 高橋邦幸            |                 |                | 2:03  |
| 6.        | 「Re-collection」                  |            | 高橋邦幸            |                 |                | 2:55  |
| 7.        | 「コンプリートでどう?」            |            | 高橋邦幸            |                 |                | 3:05  |
| 8.        | 「Puck」                           |            | 高橋邦幸            |                 |                | 3:56  |
| 9.        | 「新しい朝」                       |            | 高橋邦幸            |                 |                | 1:56  |
| 10.       | 「尚実の素顔」                     |            | 高橋邦幸            |                 |                | 2:08  |
| 11.       | 「敏腕監督登場!」                  |            | 高橋邦幸            |                 |                | 2:58  |
| 12.       | 「敏腕監督にチャンス再来!?」       |            | 高橋邦幸            |                 |                | 2:18  |
| 13.       | 「YU」                             |            | 高橋邦幸            |                 |                | 2:37  |
| 14.       | 「新天地の景色」                   |            | 高橋邦幸            |                 |                | 2:11  |
| 15.       | 「あなたの居場所」                 |            | 高橋邦幸            |                 |                | 2:06  |
| 16.       | 「新しい世界」                     |            | 高橋邦幸            |                 |                | 3:05  |
| 17.       | 「弾む、躍る」                     |            | 広川恵一            |                 |                | 2:49  |
| 18.       | 「ホームリンク」                   |            | 高橋邦幸            |                 |                | 2:20  |
| 19.       | 「最高のチームメイト」             |            | 高橋邦幸            |                 |                | 2:21  |
| 20.       | 「大丈夫かな?」                    |            | 広川恵一            |                 |                | 2:21  |
| 21.       | 「ホッケーは楽しい?」              |            | 田中秀和            |                 |                | 2:18  |
| 22.       | 「アイスアリーナ」                 |            | 高橋邦幸            |                 |                | 2:13  |
| 23.       | 「Superior」                       |            | 広川恵一            |                 |                | 1:56  |
| 24.       | 「Strategy」                       |            | 広川恵一            |                 |                | 2:36  |
| 25.       | 「Thinking Reeds」                 |            | 広川恵一            |                 |                | 2:56  |
| 26.       | 「ペネトレイト」                   |            | 広川恵一            |                 |                | 2:32  |
| 27.       | 「Under Pressure」                 |            | 広川恵一            |                 |                | 2:59  |
| 28.       | 「アタッキングゾーンへ」           |            | 広川恵一            |                 |                | 2:24  |
| 29.       | 「FLOW」                           |            | 広川恵一            |                 |                | 2:35  |
| 30.       | 「夢の舞台」                       |            | 高橋邦幸            |                 |                | 3:10  |
| 31.       | 「オレンジ」(TV size)              | May'n      | May'n               | 今井了介        | May'n          | 1:32  |
| 32.       | 「Glorious Day」(Game size)        | 鈴木このみ | 鈴木このみ 今井了介 | 今井了介 前田佑 | 鈴木このみ     | 1:15  |
| 合計時間: | 合計時間:                          | 合計時間:  | 合計時間:           | 合計時間:       | 合計時間:      | 80:30 |

## ブルーレイ特典CD
サイバーエージェント/DMM picturesから発売されたアニメのブルーレイ（全3巻）で各巻の限定特典として付属していたCD。

### 第1巻
2021年12月22日発売（DMPXA-237）。
- ハレのち、ドリーみんぐっ！○ - SMILE PRINCESS[メンバー 1]

作詞：牡丹 作曲・編曲：高田暁
アニメ第1話冒頭のビクトリーダンスで使用された楽曲。翌年に『SMILE PRINCESS BEST FACE OFF』トラック2へ収録された。
- ファイオー・ファイト! 愛佳ver.

主題歌の水沢愛佳（声 - 増田里紅）ソロバージョン。
- ファイオー・ファイト! 彩佳ver.

水沢彩佳（声 - 相良茉優）ソロバージョン。
- サウンドトラック未収録BGM (1)
- 日光観光スポットガイドボイスドラマ『チームプラオレ！と一緒♪in日光(1)』

### 第2巻
2022年1月26日発売（DMPXA-238）。
- period - SMILE PRINCESS[メンバー 2]

作詞：牡丹 作曲：小高光太郎、UiNA 編曲：石倉誉之、小高光太郎
アニメ第6話冒頭のビクトリーダンスで使用。『SMILE PRINCESS BEST FACE OFF』トラック6収録。
- ファイオー・ファイト! 梨子ver.

主題歌の鷺沼梨子（声 - 北守さいか）ソロバージョン。
- ファイオー・ファイト! 尚実ver.

高木尚実（声 - 汐入あすか）ソロバージョン。
- サウンドトラック未収録BGM (2)
- 日光観光スポットガイドボイスドラマ『チームプラオレ！と一緒♪in日光(2)』

### 第3巻
2022年2月23日発売（DMPXA-239）。
- Victory Sunrise - SMILE PRINCESS[メンバー 1]

作詞：高瀬愛虹 作曲：Tansa 編曲：Tansa、伊藤翼
アニメ最終話のビクトリーダンスで使用。『SMILE PRINCESS BEST FACE OFF』トラック8収録。
- ファイオー・ファイト! 優ver.

主題歌の清瀬優（声 - 本郷里実）ソロバージョン。
- ファイオー・ファイト! 薫子ver.

柳田薫子（声 - 森山由梨佳）ソロバージョン。
- ファイオー・ファイト! 真美ver.

小野真美（声 - 青山吉能）ソロバージョン。
- サウンドトラック未収録BGM (3)
- 日光観光スポットガイドボイスドラマ『チームプラオレ！と一緒♪in日光(3)』

### ユニットメンバー
1. 1 2 3  増田里紅、本郷里実、相良茉優、北守さいか、汐入あすか、森山由梨佳、青山吉能
2. ↑  増田里紅、本郷里実、相良茉優、北守さいか、汐入あすか、森山由梨佳